# Furios și iute 4: Piese originale
Furios și iute 4: Piese originale mai este cunoscut ca și Furios și iute sau  Furios și iute 4 este un film din 2009 legat de curse ilegale de mașini regizat de Justin Lin și scris de Chris Morgan. Este al IV-lea film din seria The fast and the furious.

## Sinopsis
Au trecut opt ani de când ex-condamnatul Dominic Toretto (Diesel) a trecut granița spre Mexic și și-a asumat o viață de evadat. Acum, esuat pe o plajă de pe coasta Republicii Dominicane, trăiește din amintiri alături de Letty (Rodriguez) și încearcă să-și facă o nouă viață. Dar autoritățile sunt mereu doar cu un singur pas în spatele lui. Moartea tragică a unei persoane iubite îl aduce din nou pe Dom la L.A. unde reaprinde scânteia cu agentul FBI Brian O’Connor (Walker); cei doi își vor reuni forțele pentru a confrunta un traficant de droguri sociopat, care a inundat Statele Unite cu un drog mortal. Pentru a te infiltra într-o rețea care acționează underground, înseamnă să câștigi un loc într-o brigadă a morții care face trafic peste granița cu Mexicul prin niște tunele subterane săpate în peșteri. Cei doi locotenenți ai cartelului, Campos (JOHN ORTIZ, American Gangster, Miami Vice) și Fenix (LAZ ALONSO, Jarhead, Stomp the Yard), sunt singurii care le pot facilita lui Dom și Brian accesul în bandă si pot răspunde la întrebările lor. 